# سرخیو کاسال
 سرجیو کاسال (اسپانیایی: Sergio Casal‎؛ زاده ۸ سپتامبر ۱۹۶۲) یک تنیس‌باز اهل اسپانیا است.